# إس. كورتيس جونسون
إس. كورتيس جونسون (بالإنجليزية: S. Curtis Johnson)‏ هو شخصية أعمال أمريكي، ولد في 1955.

## وصلات خارجية
- إس. جونسون على موقع إن إن دي بي (الإنجليزية)